# Jeļena Prokopčuka
Jeļena Prokopčuka (født Čelnova; 21. september 1976 i Riga i Lettiske SSR) er en lettisk langdistanceløber, muligvis bedst kendt for at vinde New York City Marathon i 2005 og 2006. Hun er gift med Aleksandrs Prokopčuks, og hun er indehaver af den lettiske rekord i maratonløb med tiden 2:15:56 fra 1995. Hun er desuden indehaver af yderligere én udendørs og seks indendørs lettiske rekorder.

## Resultater
| År   | Konkurrence                         | Sted                | Position | Noter       |
| ---- | ----------------------------------- | ------------------- | -------- | ----------- |
| 2000 | Olympiske Lege                      | Sydney i Australien | 9.       | 5.000 m     |
| 2001 | VM i halvmaraton                    | Bristol i England   | 5.       | Halvmaraton |
| 2002 | Paris Halvmaraton                   | Paris i Frankrig    | 1.       | Halvmaraton |
| 2002 | EM i atletik                        | München i Tyskland  | 5.       | 10.000 m    |
| 2002 | VM i halvmaraton                    | Bruxelles i Belgien | 3.       | Halvmaraton |
| 2003 | Paris Halvmaraton                   | Paris i Frankrig    | 1.       | Halvmaraton |
| 2003 | VM i atletik                        | Paris i Frankrig    | 10.      | 10.000 m    |
| 2004 | Boston Marathon                     | Boston i USA        | 4.       | Maraton     |
| 2004 | Olympiske Lege                      | Athen i Grækenland  | 7.       | 10.000 m    |
| 2005 | VM i atletik                        | Paris i Frankrig    | 12.      | 10.000 m    |
| 2005 | New York City Marathon              | New York City i USA | 1.       | Maraton     |
| 2005 | Osaka International Ladies Marathon | Osaka i Japan       | 1.       | Maraton     |
| 2006 | Boston Marathon                     | Boston i USA        | 2.       | Maraton     |
| 2006 | EM i atletik                        | Göteborg i Sverige  | 6.       | 10.000 m    |
| 2006 | New York City Marathon              | New York City i USA | 1.       | Maraton     |
| 2006 | Kuldīga Halvmaraton                 | Kuldīga i Letland   | 1.       | Halvmaraton |
| 2007 | Boston Marathon                     | Boston i USA        | 2.       | Maraton     |
| 2007 | New York City Marathon              | New York City i USA | 3.       | Maraton     |
| 2008 | Boston Marathon                     | Boston i USA        | 4.       | Maraton     |
| 2008 | Kuldīga Halvmaraton                 | Kuldīga i Letland   | 1.       | Halvmaraton |
| 2009 | Paris Halvmaraton                   | Paris i Frankrig    | 1.       | Halvmaraton |
| 2010 | Kuldīga Halvmaraton                 | Kuldīga i Letland   | 1.       | Halvmaraton |
| 2012 | Riga Maraton                        | Riga, Letland       | 1.       | Halvmaraton |
| 2013 | New York City Marathon              | New York City, USA  | 3.       | Marathon    |